# Кастилія-ла-В'єха

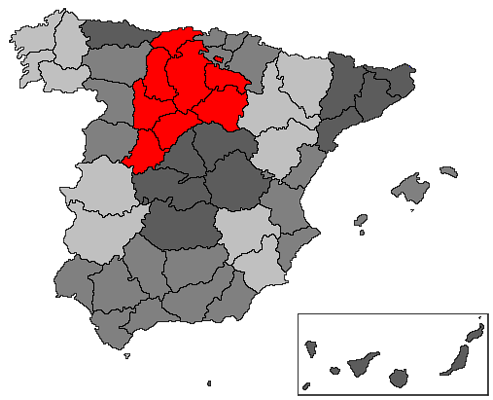
Історичний регіон Кастилія-ла-В'єха в 1833—1850 роках

Кастилія-ла-В'єха (ісп. Castilla la Vieja, «Стара Кастилія») — історична область в Іспанії.
У IX столітті в центральній і північній частинах Піренейського півострова сформувалося Кастильське королівство. Згодом воно стало розростатися (як шляхом династичних шлюбів, так і шляхом завоювань), і в результаті до складу земель кастильської корони потрапила значна частина півострова.
У XVIII столітті король Карл III утворив у складі Іспанії королівство Стара Кастилія на території сучасних провінцій Бургос, Сорія, Сеговія, Авіла, Вальядолід і Паленсія. В конституції 1812 року Кастилія-ла-В'єха була перерахована як одна із складових частин Іспанії. У 1833 році, в рамках побудови централізованої держави, королівським декретом Іспанія була розділена на 49 провінцій, які були згруповані за «історичними регіонам» (яка не мала, втім, ніякого формально-юридичного статусу). Відповідно до цього указу було створено історичний регіон Кастилія-ла-В'єха, що складався із зазначених провінцій, а також провінцій Логроньйо і Сантандер. У 1850 році Вальядолід і Паленсія були передані до складу історичного регіону Леон. З того часу в атласах та енциклопедіях під терміном «Стара Кастилія» розумівся саме район, займаний провінціями Бургос, Сорія, Сеговія, Авіла, Логроньйо та Сантандер.
У 1983 році історичний регіон Кастилія-ла-В'єха був об'єднаний з історичним регіоном Леон в автономне співтовариство Кастилія і Леон, але з нього виділені два автономних співтовариства: провінція Логроньйо — в Ріоху, провінція Сантандер — в Кантабрію.